# Araneus perincertus
Araneus perincertus este o specie de păianjeni din genul Araneus, familia Araneidae, descrisă de Caporiacco, 1947.
Este endemică în Tanzania. Conform Catalogue of Life specia Araneus perincertus nu are subspecii cunoscute.